# Chantal blijft slapen
Chantal blijft slapen is een Nederlands televisieprogramma dat werd uitgezonden door RTL 4. Chantal blijft slapen draait om presentatrice Chantal Janzen (aan wie het programma de titel ontleent) die gaat logeren bij bekende Nederlanders.
Sinds de start keken er elke aflevering meer dan een miljoen kijkers naar het programma. Na vier seizoenen keerde het programma niet meer terug.
In september 2019 kreeg het programma een vervolg onder de naam Chantals Pyjama Party. Naast de titel werd het format deels aangepast, dit wegens een juridisch conflict tussen RTL en Talpa Network.

## Format
In iedere aflevering staan twee bekende Nederlanders centraal waar presentatrice Chantal Janzen bij gaat logeren. Gedurende één etmaal (zowel de dag als de nacht) infiltreert ze in het dagelijks leven van deze BN'ers om op die manier een heel persoonlijk portret van de personen in kwestie te krijgen.
Leader van dit programma is Sleep van Allen Stone.

## Seizoensoverzicht
| Seizoen | Uitzendtijden               | Aantal afleveringen | Start seizoen   | Start seizoen | Einde seizoen    | Einde seizoen | Gemiddelde kijkcijfers |
| Seizoen | Uitzendtijden               | Aantal afleveringen | Datum           | Kijkcijfers   | Datum            | Kijkcijfers   | Gemiddelde kijkcijfers |
| ------- | --------------------------- | ------------------- | --------------- | ------------- | ---------------- | ------------- | ---------------------- |
| 1       | Donderdag 20:30 – 21:30 uur | 6                   | 30 oktober 2014 | 1.524.000     | 4 december 2014  | 1.509.000     | 1.471.833              |
| 2       | Donderdag 20:30 – 21:30 uur | 7                   | 29 oktober 2015 | 1.672.000     | 10 december 2015 | 1.645.000     | 1.628.571              |
| 3       | Donderdag 20:30 – 21:30 uur | 7                   | 27 oktober 2016 | 1.609.000     | 8 december 2016  | 1.310.000     | 1.459.714              |
| 4       | Donderdag 20:30 – 21:30 uur | 7                   | 26 oktober 2017 | 1.297.000     | 7 december 2017  | 1.101.000     | 1.249.000              |

## Gasten

### Seizoen 1 (2014)
| Uitzenddatum     | Eerste gast        | Tweede gast          | Kijkcijfers |
| ---------------- | ------------------ | -------------------- | ----------- |
| 30 oktober 2014  | Hans Klok          | Humberto Tan         | 1.524.000   |
| 6 november 2014  | Halina Reijn       | Carlo Boszhard       | 1.366.000   |
| 13 november 2014 | Tijl Beckand       | Peter Jan Rens       | 1.574.000   |
| 20 november 2014 | Angela Groothuizen | Dries Roelvink       | 1.456.000   |
| 27 november 2014 | Wibi Soerjadi      | Wendy van Dijk       | 1.402.000   |
| 4 december 2014  | Dirk Zeelenberg    | Dennis van der Geest | 1.509.000   |

### Seizoen 2 (2015)
| Uitzenddatum     | Eerste gast           | Tweede gast       | Kijkcijfers |
| ---------------- | --------------------- | ----------------- | ----------- |
| 29 oktober 2015  | Johnny de Mol         | Bonnie St. Claire | 1.672.000   |
| 5 november 2015  | Herman den Blijker    | Bridget Maasland  | 1.455.000   |
| 12 november 2015 | Gordon                | Timor Steffens    | 1.804.000   |
| 19 november 2015 | Beau van Erven Dorens | Kees Tol          | 1.684.000   |
| 26 november 2015 | Nicolette Kluijver    | Hardwell          | 1.411.000   |
| 3 december 2015  | Willeke Alberti       | Jett Rebel        | 1.729.000   |
| 10 december 2015 | Roy Donders           | Simone Kleinsma   | 1.645.000   |

### Seizoen 3 (2016)
| Uitzenddatum     | Eerste gast      | Tweede gast              | Kijkcijfers |
| ---------------- | ---------------- | ------------------------ | ----------- |
| 27 oktober 2016  | Martijn Krabbé   | Ferry Doedens            | 1.609.000   |
| 3 november 2016  | Albert Verlinde  | Estavana Polman          | 1.539.000   |
| 10 november 2016 | Henny Huisman    | Géza Weisz               | 1.360.000   |
| 17 november 2016 | Edwin Evers      | Tygo Gernandt            | 1.731.000   |
| 24 november 2016 | Geraldine Kemper | Piet Paulusma            | 1.235.000   |
| 1 december 2016  | Nielson          | Tooske en Bastiaan Ragas | 1.434.000   |
| 8 december 2016  | Danny de Munk    | Rico Verhoeven           | 1.310.000   |

### Seizoen 4 (2017)
| Uitzenddatum     | Eerste gast      | Tweede gast      | Kijkcijfers |
| ---------------- | ---------------- | ---------------- | ----------- |
| 26 oktober 2017  | Gerard Ekdom     | Kim Feenstra     | 1.297.000   |
| 2 november 2017  | Jandino Asporaat | Samantha de Jong | 1.269.000   |
| 9 november 2017  | Victor Mids      | Patty Brard      | 1.270.000   |
| 16 november 2017 | Lil' Kleine      | Caroline Tensen  | 1.240.000   |
| 23 november 2017 | Fred van Leer    | Jan Versteegh    | 1.423.000   |
| 30 november 2017 | Glennis Grace    | John Heitinga    | 1.143.000   |
| 7 december 2017  | Jelka van Houten | Henk Westbroek   | 1.101.000   |